# Maciej Ratuszniak
Maciej Ratuszniak, pseud. „Shushei” (ur. 16 marca 1989, zm. 28 kwietnia 2025) – polski zawodowy gracz e-sportowy w grze League of Legends. Były reprezentant takich zespołów jak Fnatic, DragonBorns czy Pulse Esports. Mistrz Świata Sezonu 1 oraz most valuable player tego turnieju. Zawodnik rozgrywek European League of Legends Championship Series (EU LCS). Członek sali sław Fnatic.
W 2017 oficjalnie poinformował o zakończeniu kariery e-sportowej. Został zapamiętany jako agresywny gracz, preferujący postacie wykorzystujące w grze moc umiejętności oraz ze względu na niestandardowe wybory (np. bohaterowie wspierający na środkowej linii).

## Życiorys
Maciej Ratuszniak studiował Telekomunikację i Elektrotechnikę na Uniwersytecie Technologiczno–Przyrodniczym w Bydgoszczy. Rozpoczął zmagania na początku 2010 roku w niemieckiej drużynie LEGENDEN, do której zaprosił go przyjaciel (spędził w niej tylko tydzień). Na kolejce rankingowej dostrzegł go zawodnik SK Gaming – Benjamin „SleazyWeazy” Hiller, dzięki czemu Maciej dołączył na krótko do drużyny, co rozpoczęło jego karierę e-sportową. Następnie przeszedł do francuskiej drużyny All Against Authority (aAa), jednak czuł się w niej wyobcowany. W lutym 2011 dołączył do niemieckiej drużyny myRevenge (w składzie: Tim „WetDreaM” Buysse, Enrique „xPeke” Cedeño Martínez, Manuel „LaMiaZeaLoT” Mildenberger, Maciej „Shushei” Ratuszniak, Lauri „Cyanide” Happonen, Peter „Mellisan” Meisrimel i Max „MagicFingers” Drysse), z którą zdobył pierwsze miejsce podczas inauguracyjnego turnieju League of Legends podczas IEM'u Season V w Hanowerze. W marcu drużyna przeszła do nowo powstałej organizacji Fnatic, ze względu na lepsze warunki rozwoju. W czerwcu 2011 zajął trzecie miejsce w regionalnych kwalifikacjach do Mistrzostw Świata Sezonu 1, odbywającego się podczas DreamHack 2011. Drużyna Shusheia została wylosowana do grupy A, w której zajęli trzecie miejsce z wynikiem 1-2. W ćwierćfinale rozprawili się z amerykańską formacją Counter Logic Technic 2-1, a w półfinale pokonując drugą amerykańską formację Epik Gamer (zwycięzcę grupy A) z wynikiem 2-0. W finale pokonał aAa 2-1, i razem z drużyną zdobył tytuł Mistrza Świata, nagrodę pieniężną 50 tysięcy dolarów, a także w grze zostały skórki upamiętniające ich zwycięstwo (dla Shusheia został wybrany bohater Gragas), którego cosplay pokazał w trakcie finałów. W sierpniu zajął z drużyną trzecie miejsce podczas IEM'u VI w Kolonii, oraz pierwsze miejsce w październiku podczas IEM'u w Nowym Jorku. W marcu 2012 zostali zaproszeni do Korei Południowej do tamtejszej ligi, Champions 2012 Spring, gdzie zajęli miejsce 5-8. Był to okres przejściowy dla e-sportu, ponieważ do rozgrywki zaczęto podchodzić poważniej, ze względu na coraz większe nagrody, co nie pasowało do swobodnego podejścia do gry Shusheia.
Na początku czerwca 2012 podjął decyzję o odejściu z Fnatic i w lipcu utworzył formację EloHell, w skład której oprócz niego, weszli Fryderyk „Veggie” Kozioł, Jakub „Kubon” Turewicz, Eryk „HosaN” Wilczyński, oraz Mateusz „Grom” Klimaszewski, której celem było otrzymanie promocji do Mistrzostw Świata 2012 w Los Angeles. Mimo wsparcia Mateusza „Kikisa” Szkudlarka oraz Oskara „Vandera” Bogdana, EloHell odpadło jednak w ćwierćfinale przegrywając na MoskowFive z wynikiem 0-2. W sierpniu formacja została rozwiązana, głównie za sprawą coraz gorszej formy Macieja.
Shushei utworzył nową formację IWantCookie, wraz z Marcinem „Xaxusem” Mączką, Lucasem „OniiChan” Grusonem i Tobiasem „Muvert” Wall-Horgen. W październiku Xaxusa oraz OniiChana zastąpili Joey „YoungBuck” Steltenpool oraz Ilyas „Shook” Hartsema. W listopadzie 2012 drużyna została nabyta przez organizację DragonBorns. Po kilku drobnych zmianach, Maciej rozegrał w tej drużynie jeden, wiosenny split EU LCS, w którym zajął ostatnie, ósme miejsce z wynikiem 6-22. W letniej promocji przegrali z polską formacją MeetYoursMakers, wobec czego w sierpniu DragonBorns rozpadło się. Niedługo później dołączył do drużyny Pulse Esports, z którą zajął miejsce 5-8 podczas DreamHack 2013 w Bukareszcie, a także 9-16 podczas International Invitational Tournament. 26 października 2013 roku Shushei odszedł z drużyny i zszedł ze sceny e-sportowej. W październiku 2014 zagrał w barwach Fnatic w show matchu Heroes of the Storm, podczas BlizzCon 2014. W sierpniu 2016 poinformował o poszukiwaniu menadżera, ponieważ chętnie spróbuje swoich sił. Już po trzech dniach znalazł się w zespole Venatores, a w marcu 2017 w Team ESC PRO. Nie osiągnął jednak spodziewanych wyników i 25 maja 2017 poinformował fanów na Facebooku:

Ostatecznie zdecydowałem się zakończyć moją karierę esportową całkowicie. Tzn nie będę kontynuował ani jako gracz, trener, streamer ani nic co ma związek z e-sportem.
Już od jakiegoś czasu średnio mi szło jako gracz. Ale co najważniejsze nie grało mi się już tak przyjemnie jak kiedyś.
Dziękuje Wam wszystkim za wsparcie którym mnie podtrzymywaliście w trudnych chwilach.

Mistrz świata pojawił się gościnnie podczas obchodów dziesięciolecia League of Legends. Fryderyk Kozioł w wywiadzie dla Weszło E-sport, powiedział, że Maciej ułożył sobie życie na nowo i nie łączy swojej przyszłości z grami, ani nawet ich nie śledzi.
29 kwietnia 2025 roku za pośrednictwem Facebooka przekazana została informacja, że Maciej "Shushei" Ratuszniak zmarł 28 kwietnia 2025 roku. Przyczyną śmierci była choroba nowotworowa.

## Osiągnięcia
Europejskie
| Data       | Miejsce | Turniej                  | Drużyna       | Źródła |
| ---------- | ------- | ------------------------ | ------------- | ------ |
| 2011-03-04 | 1       | IEM Season V - Hanover   | myRevenge     |        |
| 2013-04-14 | 8       | EU LCS 2013 Spring Split | DragonBorns   |        |
| 2013-09-14 | 5-8     | DreamHack Bucharest 2013 | Pulse Esports | [ 16 ] |

Międzynarodowe
| Data       | Miejsce | Turniej               | Drużyna | Źródła |
| ---------- | ------- | --------------------- | ------- | ------ |
| 2011-06-20 | 1       | Worlds Season 1       | Fnatic  | [ 17 ] |
| 2011-08-21 | 3       | IEM VI - GC Cologne   | Fnatic  | [ 18 ] |
| 2011-10-16 | 1       | IEM VI - GC New York  | Fnatic  | [ 19 ] |
| 2012-05-19 | 5-8     | Champions 2012 Spring | Fnatic  |        |

Indywidualne
| Nagroda      | Turniej         | Drużyna | Źródła |
| ------------ | --------------- | ------- | ------ |
| MVP turnieju | Worlds Season 1 | Fnatic  |        |